# Андорра на літніх Олімпійських іграх 1992
Андорра брала участь у Літніх Олімпійських іграх 1992 року у Барселоні (Іспанія), але не завоювала жодної медалі. Країну предсталяли 8 спортсменів (7 чоловіків та 1 жінка) у 5 видах спорту.

## Результати виступів

### Легка атлетика

#### Жінки
| Спортсмен    | Змагання         | Кваліфікація | Кваліфікація | Фінал           | Фінал           |
| Спортсмен    | Змагання         | Результат    | Місце        | Результат       | Місце           |
| ------------ | ---------------- | ------------ | ------------ | --------------- | --------------- |
| Меґґі Морено | Стрибки у висоту | 1.70         | 41           | Не пройшла далі | Не пройшла далі |

### Велоспорт

#### Шосе
Чоловіки
| Спортсмен     | Змагання              | Час          | Місце        |
| ------------- | --------------------- | ------------ | ------------ |
| Хуан Гонсалес | Групова шосейна гонка | Не фінішував | Не фінішував |
| Емілі Перес   | Групова шосейна гонка | 4:58:25      | 82           |
| Хав'єр Перес  | Групова шосейна гонка | 4:35:56      | 31           |

### Дзюдо
Чоловіки
| Спортсмен    | Змагання | Результат |
| ------------ | -------- | --------- |
| Ентоні Молне | до 60 кг | =23       |

### Вітрильний спорт
Чоловіки
| Спортсмен               | Змагання | Перегони | Перегони | Перегони | Перегони | Перегони | Перегони | Перегони | Очки | Місце |
| Спортсмен               | Змагання | 1        | 2        | 3        | 4        | 5        | 6        | 7        | Очки | Місце |
| ----------------------- | -------- | -------- | -------- | -------- | -------- | -------- | -------- | -------- | ---- | ----- |
| Девід Рамон Оскар Рамон | 470      | 21       | 35       | 37       | 33       | 3        | 31       | (41)     | 160  | 27    |

### Стрільба
Мікст
| Спортсмен    | Змагання | Кваліфікація | Кваліфікація | Півфінал        | Півфінал        | Фінал           | Фінал           | Місце |
| Спортсмен    | Змагання | Очки         | Місце        | Очки            | Місце           | Очки            | Місце           | Місце |
| ------------ | -------- | ------------ | ------------ | --------------- | --------------- | --------------- | --------------- | ----- |
| Джоан Бесолі | Трап     | 140          | =29          | Не пройшов далі | Не пройшов далі | Не пройшов далі | Не пройшов далі | =29   |